# Harmonielehre
Harmonielehre is een compositie van John Adams.

## Geschiedenis
Het werk voor symfonieorkest kwam na een periode van anderhalf jaar waarin Adams onzeker was over zijn muzikale toekomst. Hij zat elke dag achter zijn bureau om muziek te schrijven, maar constateerde dan vervolgens dat het eigenlijk niet de moeite was om het te bewaren. Voorts componeerde hij toen in het tonaal systeem, dat volgens kenners en moderne componisten ook wel haar beste tijd had gehad. Inspiratie verkreeg hij uit een dagdroom toen hij over de San Francisco-Oakland Bay Bridge reed. In zijn droom zag hij een olietanker zich oprichten tot een soort Saturn V-raket, die vervolgens vertrok. Aan de hand van die droom kwam de opening als vanzelf van achter de piano en Adams had het idee dat hij nu weer wat te pakken had. Het schrijven van het werk zou daarna nog drie maanden hebben geduurd, waarbij hij de symfonie als het ware als een gebouw opbouwde.
Harmonielehre werd een werk met een combinatie van chromatiek en minimal music. De titel is ontleend aan het gelijkluidende boekwerk Harmonielehre van Arnold Schönberg, die toen juist die tonaliteit aan het los laten was. Docent Leon Kirchner, zelf leerling van Schönberg, wees Adams op het boek. Adams meldde direct dat het Harmonielehre los staat van het boek; het moet autodidactisch gezien worden als hoe Adams harmoniekennis overgeeft aan Adams.

## Muziek
Harmonielehre kent drie delen:
- Part one; de opening wijkt sterk af van zijn eerdere werk Harmonium; daar komt de puls als uit het niets vanuit de ruimte aan; Harmonlielehre komt direct met een krachtige puls in e mineur die het werk in gang zet, maar voor wat betreft klank meer weg hebben van slotakkoorden. Die puls komt in het eerste deel een aantal keer terug. Adams vond het klinken als een eendelige symfonie, waarbij het eind teruggrijpt op het begin.
- Part two (The Anfortas Wound); hier liet Adams de minimal music even los om zich te wenden tot meer romantische muziek uit de kokers van Jean Sibelius en Gustav Mahler (met name dienst Symfonie nr. 10); het deel kent twee dissonante climaxen. Het verwijst naar koning Anfortas op zoek naar de Heilige Graal; hij ging ten onder aan psychosomatische klachten ontstaan door overmoed en trots.
- Part three (Meister Eckhardt and Quackie); opnieuw een droom, ditmaal over dochtertje Emily met de kortstondige roepnaam Quackie (ze had een stemmetje dat op dat van eenden leek); Meester Eckhart was een middeleeuwse theoloog en filosoof, die als vanzelf een baby (Emily) op zijn schouders had.

Orkestratie
Adams schreef het werk voor groot orkest:
- 4 dwarsfluiten (II, III en IV ook piccolo), 3 hobo (III ook althobo), 4 klarinetten (III en IV ook basklarinet), 3 fagotten, 1 contrafagot
- 4 hoorns, 4 trompetten, 3 trombones, 2 tuba’s
- pauken, 4 man/vrouw percussie, piano, celesta, 2 harpen
- violen, altviolen, celli, contrabassen.

Het werk mag zich verheugen in een relatief uitgebreide discografie:
- Edo de Waart leidde de San Francisco Symphony bij Nonesuch Records (opname 23 maart 1985); deze combinatie verzorgde op 21 maart 1986 ook de première van het werk
- Simon Rattle leidde het City of Birmingham Symphony Orchestra bij EMI (1994)
- David Robertson leidde het Saint Louis Symhony Orchestra bij Arch Media (2008)
- Michael Tilson Thomas leidde het San Francisco Symphony bij SFS Media (2012)
- Peter Oundjian leidde het Royal Scottisch National Orchestra bij Chandos (2013)
- Kent Nagano leidde het Montreal Symphony Orchetra bij Decca Records (2019)
- Giancarlo Guerrero leidde het Nashville Orchestra bij Naxos catalogusnummer 8559854 (2021)

The Guardian nam het op in hun lijst van 50 Greatest Symphonies. 

## Harmonielehre in Nederland
De Nederlandse première van het werk werd vermoedelijk gegeven door de combinatie Kent Nagano en het Residentie Orkest, december 1986.  Het Concertgebouworkest zette het werk vijf keer op de lessenaar; drie keer in 1994 onder leiding van de componist (Adams kwam wel vaker naar Amsterdam om er te dirigeren); twee keer in 2010 onder leiding van Markus Stenz. 
.